# 인카필로

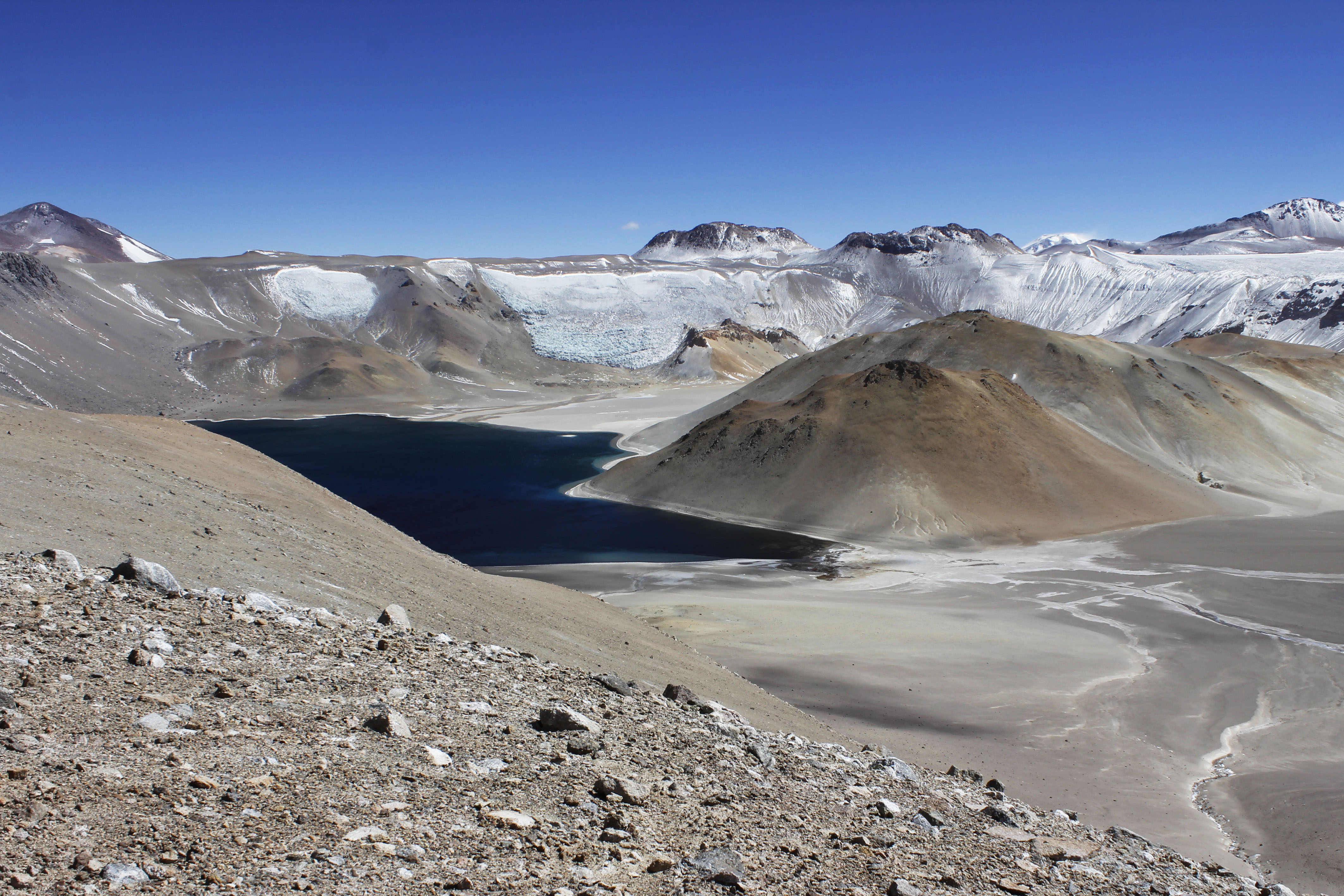
칼데라 안쪽 모습

인카필로(Incapillo)는 아르헨티나 라리오하주에 있는 홍적세 시대의 칼데라(화산 붕괴로 형성된 함몰 지역)이다. 홍적세 때 폭발한 안데스 중앙 화산지대(CVZ)의 최남단 화산 중심지이다. 인카필로는 44개의 활성 성층 화산과 함께 CVZ의 일부인 여러 이그님브라이트 또는 칼데라 시스템 중 하나이다.
CVZ 화산 활동의 대부분은 남아메리카 판 아래로 나스카 판이 섭입된 것이 원인이다. 600만년 전 서부 마리쿵가 벨트(Maricunga Belt) 화산호의 활동이 멈춘 후, 인카필로(Incapillo) 지역에서 화산 활동이 시작되어 몬테 피시스(Monte Pissis), 세로 보네테 치코(Cerro Bonete Chico), 시에라 데 벨라데로(Sierra de Veladero)와 같은 높은 화산 건축물을 형성했다. 나중에 이 화산들 사이에 수많은 종상 화산이 설치되었다.